# Explorer 5
Explorer 5 war einer der Satelliten des Explorer-Programms der NASA. Er sollte am 24. August 1958 mit einer Juno-I-Rakete in den Weltraum geschossen werden, aber der Start missglückte, da die erste Stufe der Rakete nach der Abtrennung mit der zweiten Stufe kollidierte und ihren Abschusswinkel verfälschte.
Nach Explorer 2 war Explorer 5 der zweite Fehlstart im Rahmen des Explorer-Programms. Nach diesem Vorfall wurde die Explorer-Nummerierung nur noch für Satelliten vergeben, die ihren Orbit erreichten.